# Бжезінець (Нижньосілезьке воєводство)
Бжезінець (пол. Brzeziniec, нім. Birkicht) — село в Польщі, у гміні Мірськ Львувецького повіту Нижньосілезького воєводства.
Населення — 153 особи (2011).
У 1975-1998 роках село належало до Єленьоґурського воєводства.

## Демографія
Демографічна структура станом на 31 березня 2011 року:
|          | Загалом | Допрацездатний вік | Працездатний вік | Постпрацездатний вік |
| -------- | ------- | ------------------ | ---------------- | -------------------- |
| Чоловіки | 75      | 17                 | 52               | 6                    |
| Жінки    | 78      | 17                 | 50               | 11                   |
| Разом    | 153     | 34                 | 102              | 17                   |